# Ретуня
Ретуня — река в России, протекает по Бежецкому и Сонковскому районам Тверской области. Устье реки находится в 34 км от устья Остречины по правому берегу, к югу от деревни Дубровка. Длина реки составляет 17 км, площадь водосборного бассейна — 81,3 км².

## Данные водного реестра
По данным государственного водного реестра России относится к Верхневолжскому бассейновому округу, водохозяйственный участок реки — Молога от истока и до устья, речной подбассейн реки — Реки бассейна Рыбинского водохранилища. Речной бассейн реки — (Верхняя) Волга до Куйбышевского водохранилища (без бассейна Оки).
Код объекта в государственном водном реестре — 08010200112110000005361.